# Museu Nacional de Ciência, Tecnologia e Espaço de Israel

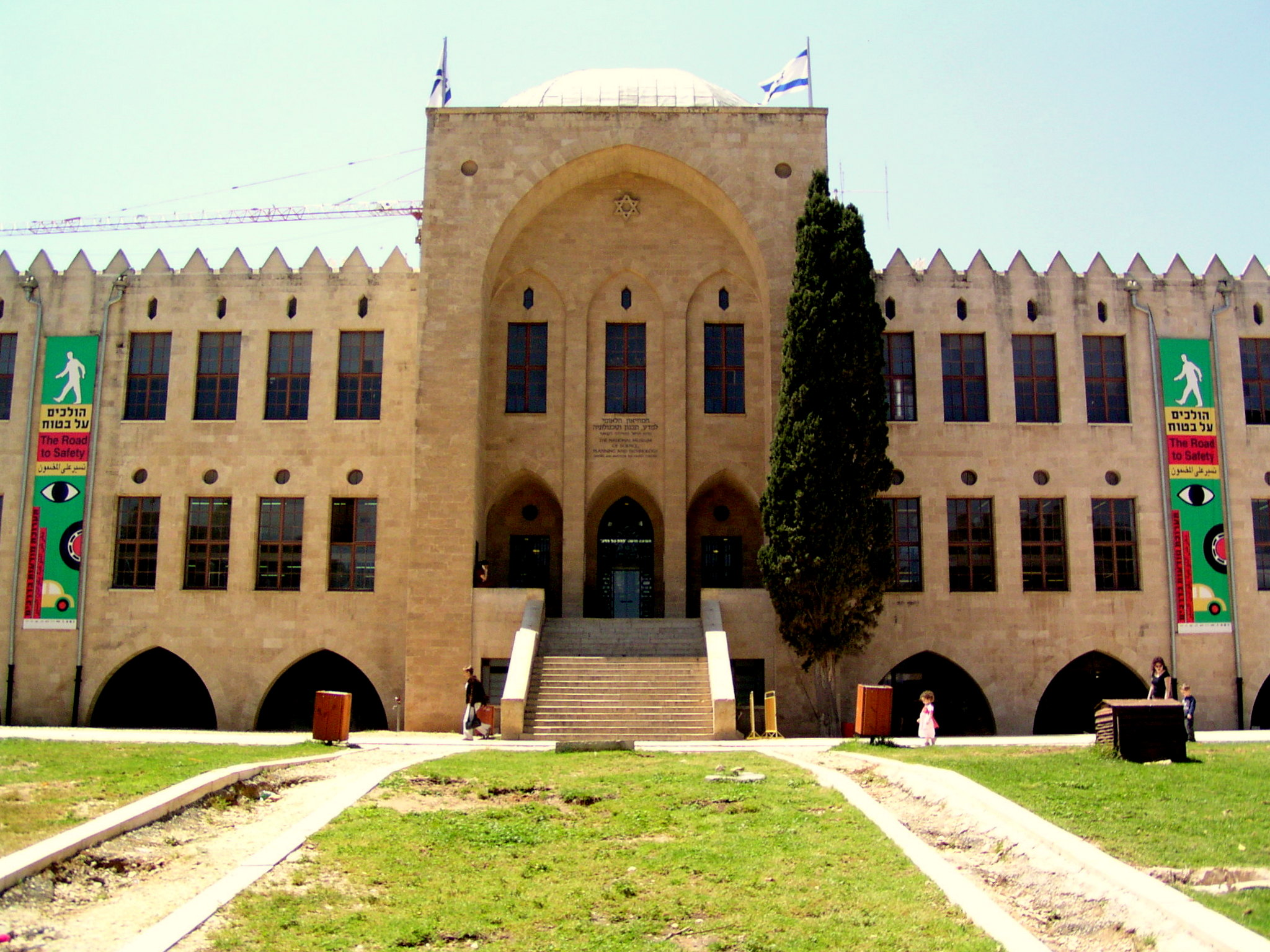
O Museu Nacional de Ciência, Tecnologia e Espaço (Haifa, Israel) - Fachada

O Museu Nacional de Ciência, Tecnologia e Espaço de Israel, também chamado de MadaTech, é um museu de ciência e tecnologia localizado na cidade de Haifa, em Israel, foi inaugurado em 1983 e conta com 350.000 visitas por ano.

## História
O museu foi criado em 1983 dentro de um edifício histórico que foi projetado para abrigar a primeira sede do Instituto de Tecnologia de Israel. O edifício foi criado pelo arquiteto judeu-alemão Alexander Baerwald, que começou a construção do prédio em 1912. Em uma visita às instalações do museu em 1923, o cientista Albert Einstein plantou uma palmeira no pátio do recinto. Sendo Israel um Estado que dedica investimentos a tecnologia, áreas de defesa e cultura em geral, a criação do museu foi um passo para difundir a ciência em jovens e adultos, no local onde interage com diversos elementos em exposição. Uma das tarefas do museu é tornar a ciência mais agradável e interessante para o público em geral, e é por isso que oferece demonstrações, conferências e workshops.

## Coleções e exposições

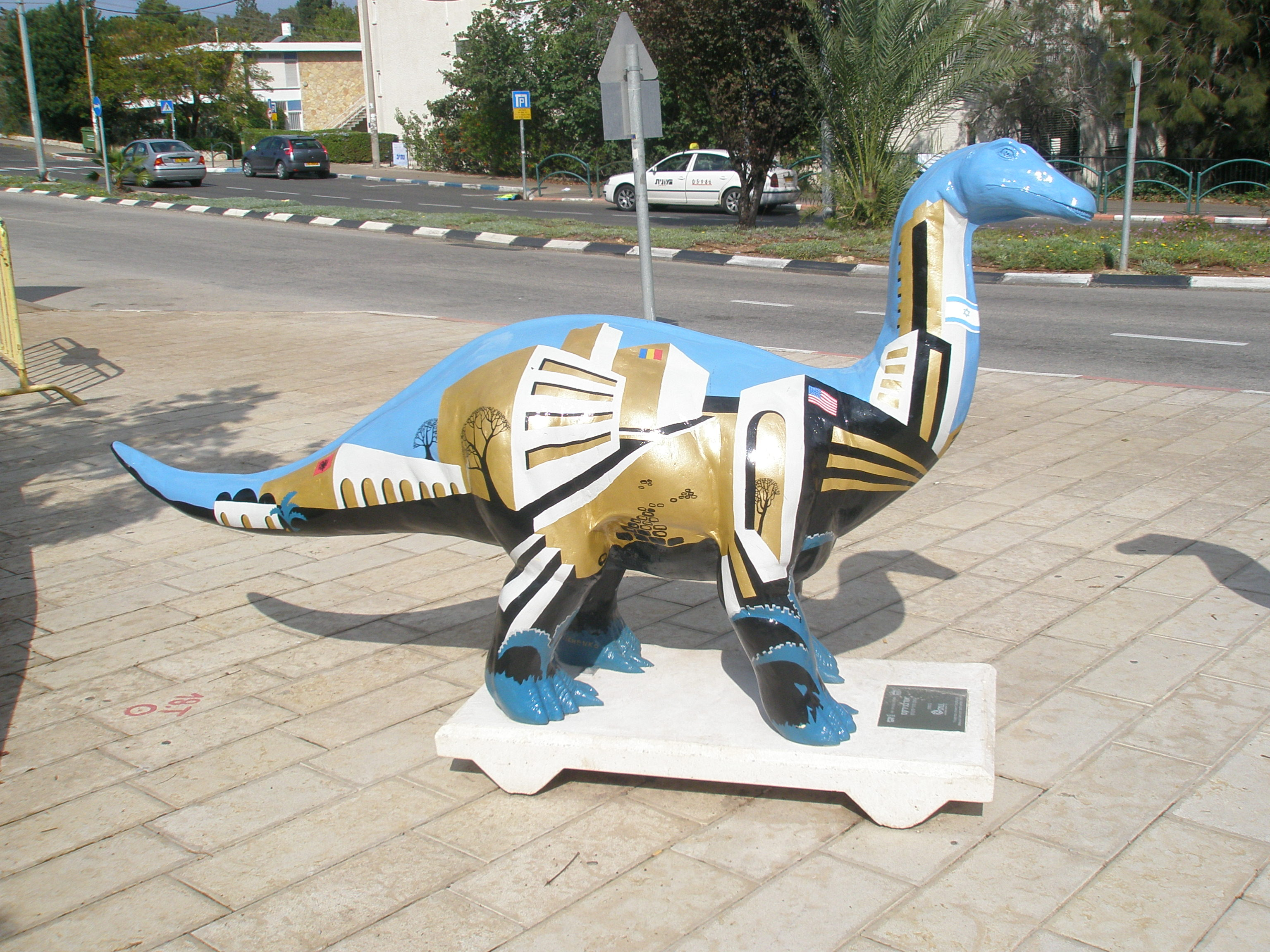
Escultura Urbanirex na periferia do museu.

As exposições permanentes do Museu de Ciência e Tecnologia incluem áreas que partem das energias renováveis. Mostra, desde 2007, a exposição Energia Verde e Minha Casa Verde, uma galeria de elementos relacionados às energias verdes, destacando elementos como bicicletas geradoras de eletricidade, a sala acústica e a área de jogos de quebra-cabeça, além da exposição interativa A Matter of Chemistry. Desde 2005 são exibidos: The secrets of life, o Smile! It's Science, uma exposição de aviões, uma seção dedicada a Leonardo da Vinci. E, desde 2008, a galeria de ganhadores do Prêmio Nobel.
Em 2004, um novo cinema chamado Cinematrix foi aberto, uma combinação de filmes em formato 3D e interação com todos os sentidos. O cinema é equipado com elementos estereofônicos, lentes 3D e cadeiras que se movem para simular movimentos telúricos. Em julho de 2008 foi lançada a exposição "Dinossauros: os Gigantes da Patagônia", contendo réplicas de esqueletos de enormes dinossauros descobertos por uma equipe arqueológica de Israel na região argentina. Simultaneamente, uma estátua de um dinossauro foi mostrada nos arredores do museu e em vários pontos da cidade de Haifa.